# Hubert Mathis
Hubert Mathis (Ransart, 12 maart 1950) is een Frans voormalig wielrenner. Hij was prof van 1975 tot en met 1982 en reed in zijn carrière voor Belgische en Franse ploegen. Zijn belangrijkste overwinning was een etappe in de Ronde van Frankrijk.

## Belangrijkste overwinningen
1976
- 19e etappe Ronde van Frankrijk

1980
- 4e etappe Ronde van Luxemburg

1982
- 9e etappe Ronde van de Toekomst

## Resultaten in voornaamste wedstrijden
| Jaar | Milaan-San Remo | Ronde van Vlaanderen | Parijs-Roubaix | Bretagne Classic |
| ---- | --------------- | -------------------- | -------------- | ---------------- |
| 1975 | 68e             |                      | 34e            |                  |
| 1976 |                 | 39e                  |                |                  |
| 1978 |                 | 18e                  |                | 6e               |